# 長田豊臣
長田 豊臣（ながた とよおみ、1938年1月18日 - ）は、アメリカ史学者、文学博士（立命館大学、学位論文『南北戦争と国家 』）。学校法人立命館理事長、学校法人立命館総長、立命館大学学長・文学部教授を歴任した。プリンストン大学客員教授。アメリカ学会元会長。日本私立大学連盟常務理事。大学基準協会副会長。専門はアメリカ南北戦争前後の歴史。

## 経歴

### 学歴
- 1962年 立命館大学文学部史学科西洋史学専攻卒業。
- 1965年 同大学院文学研究科修士課程西洋史学専攻修了。
- 1993年 文学博士（立命館大学、学位論文『南北戦争と国家』）

### 研究歴
- 1965年 同年に立命館大学文学部助手。
- 1970年 同助教授
- 1974年 - 1976年 プリンストン大学在外研究
- 1979年 同教授
- 1984年 - 1985年 コロンビア大学、ニューヨーク市立大学大学院センター在外研究。
- 1989年 - 1990年 はNew School for Social Researchで在外研究。
- 1999年1月、立命館総長・立命館大学長に就任。
- 2002年、アメリカ学会（The Japanese Association for American Studies）会長に就任。
- 2007年2月1日、学校法人立命館理事長に就任。
- 2008年、学校法人大阪初芝学園理事長に就任。
- 2018年11月、旭日重光章を受章[2]。

## 社会的活動
- 日本学術振興会21世紀COEプログラムプログラム委員会委員（平成18年度）
- 同 グローバルCOEプログラムプログラム委員会委員

## 著書

### 単著
- 『南北戦争と国家』東京大学出版会, 1992年

### 訳書
- アルスタイン『アメリカ帝国の興隆』ミネルヴァ書房, 1970年
- C・V・ウッドワード『アメリカ人種差別の歴史』福村出版, 1977年
- ハーバート・ガットマン『金ぴか時代のアメリカ』平凡社,1986年